# Epainette Mbeki
Pour les articles homonymes, voir Mbeki (homonymie).
Nomaka Epainette Mbeki, née Moerane le 16 février 1916 à Mount Fletcher dans le Drakensberg et décédée le 7 juin 2014, communément appelé "MaMbeki" , était la mère de l'ancien président sud-africain Thabo Mbeki et veuve du militant politique Govan Mbeki auquel elle fut mariée jusqu'au décès de celui-ci, malgré leur séparation.  Elle vivait dans Ngcingwana, un hameau rural près de Dutywa, l'une des municipalités les plus pauvres d'Afrique du Sud. Elle fut connue grâce à son fils et son mari mais aussi pour ses efforts pour améliorer la qualité de vie de la population. 

## Travaux
Mbeki était à l'origine du Khanyisa beadwork project, qui a soutenu l'art traditionnel des perles africain et a fourni un moyen de subsistance à 24 femmes de Ngcingwana. Elle s'impliqua dans l'Hospice Linda Mbeki (Linda Mbeki Hospice), fondé pour commémorer la mort de sa fille décédée en 2005, et qui opérait depuis la maison de Thabo et Epainette dans le village de Mbewuleni. 
Traditionaliste et parlant le Sesotho, elle accorde une grande importance à l'éducation. Elle a fondé la Nomaka Mbeki Technical Senior Secondary School dans le hameau rural de Ngcingwana. En revanche elle ne fera jamais de politique, et refusera la proposition du premier ministre Makhenkesi Stofile de faire partie de son gouvernement. 
Mbeki a gagné plusieurs prix en reconnaissance de son travail pour la communauté dont le Community Builder of the Year award et le prix de l'art et de la culture du Cap-Oriental pour Khanyisa, remit par Stofile.